# Serra el Mor
El Mor o la Serra el Mor és una serra situada al municipi de Sant Ferriol a la comarca de la Garrotxa, amb una elevació màxima de 594 metres.